# Namegata
Namegata (japanska: 行方市?, Namegata-shi) är en stad i Ibaraki prefektur i Japan. Staden bildades 2005 genom en sammanslagning av kommunerna Asō, Kitaura och Tamazukuri. 
Staden ligger på östra sidan av sjön Kasumigaura.